# Takuto Oshima
Takuto Oshima (大島 拓登?; Hirakata, 1º giugno 1998) è un calciatore giapponese, centrocampista del Noah.

## Carriera
Nato ad Hirakata, dopo gli inizi in patria nell'agosto 2020 approda in Europa firmando con gli slovacchi del Druzstevnik Zupcany; nel 2021 viene acquistato in prestito dallo Zemplín Michalovce con cui debutta fra i professionisti il 14 febbraio in occasione dell'incontro di Fortuna Liga pareggiato 1-1 contro il Pohronie. Al termine della stagione viene acquistato a titolo definitivo.

## Statistiche
Statistiche aggiornate al 13 ottobre 2022.

### Presenze e reti nei club
| Stagione                  | Squadra                   | Campionato                | Campionato | Campionato | Coppe nazionali | Coppe nazionali | Coppe nazionali | Coppe continentali | Coppe continentali | Coppe continentali | Altre coppe | Altre coppe | Altre coppe | Totale | Totale | Totale |
| Stagione                  | Squadra                   | Comp                      | Pres       | Reti       | Comp            | Pres            | Reti            | Comp               | Pres               | Reti               | Comp        | Pres        | Reti        | Pres   | Reti   |        |
| ------------------------- | ------------------------- | ------------------------- | ---------- | ---------- | --------------- | --------------- | --------------- | ------------------ | ------------------ | ------------------ | ----------- | ----------- | ----------- | ------ | ------ | ------ |
| gen.-giu. 2021            | Zemplín Michalovce        | SL                        | 13         | 2          | CS              | 1               | 0               |                    | -                  | -                  |             | -           | -           | 14     | 2      |        |
| 2021-2022                 | Zemplín Michalovce        | SL                        | 31         | 2          | CS              | 3               | 0               |                    | -                  | -                  |             | -           | -           | 34     | 2      |        |
| Totale Zemplín Michalovce | Totale Zemplín Michalovce | Totale Zemplín Michalovce | 44         | 4          |                 | 4               | 0               |                    | -                  | -                  |             | -           | -           | 48     | 4      |        |
| 2022-2023                 | KS Cracovia               | EK                        | 12         | 0          | CP              | 1               | 0               |                    | -                  | -                  |             | -           | -           | 13     | 0      |        |
| Totale carriera           | Totale carriera           | Totale carriera           | 56         | 4          |                 | 5               | 0               |                    | -                  | -                  |             | -           | -           | 61     | 4      |        |